# Liúbertsi
Liúbertsi (Люберцы (rus)) és una ciutat de l'óblast de Moscou, a Rússia. Es troba als afores de Moscou, a 20 km del centre de la capital russa.

## Història
La primera menció sobre la vila es remunta al 1621, com un poble anomenat Liberitsi. Fou possessió d'Aleksandr Ménxikov en temps del tsar Pere III. Fins al segle xix la ciutat tingué un caràcter sobretot agrícola. Al pas al segle xx, atès el creixement de població de la capital, Liúbertsi esdevingué una ciutat satèl·lit de Moscou. Aconseguí l'estatus de ciutat el 1925.

## Demografia
| 1926   | 1939   | 1959   | 1970    | 1979    | 1989    | 2002    | 2008    | 2010    | 2014    |
| ------ | ------ | ------ | ------- | ------- | ------- | ------- | ------- | ------- | ------- |
| 10 000 | 48 000 | 95 000 | 139 000 | 159 600 | 165 500 | 156 691 | 158 963 | 158 190 | 185 067 |